# Barbara March
Barbara March, pseudonimo di Barbara Jean Maczka (Toronto, 9 ottobre 1953 – Salmon Arm, 11 agosto 2019), è stata un'attrice canadese attiva a teatro, al cinema e in televisione. È nota in particolare per aver interpretato la Klingon Lursa, una delle due sorelle Duras, due tra i maggiormente caratteristici antagonisti del capitano Jean-Luc Picard (Patrick Stewart) nel franchise di fantascienza Star Trek, comprendendo presenze nelle serie Star Trek: The Next Generation e Star Trek: Deep Space Nine, oltre che nel film Generazioni.

## Biografia
Barbara Jean Maczka nasce il 9 ottobre 1953 a Toronto, in Ontario, Canada, da genitori di origine polacca. Studia all'Università di Windsor, dove si laurea, con un Bachelor of Fine Arts in arte drammatica, iniziando molto presto a recitare come attrice teatrale al Canada's Stratford Shakespeare Festival, cui si aggiungeranno presto anche il Guthrie Theater di Minneapolis, così come altri teatri a New York e Los Angeles. Diviene così un'attrice di teatro molto conosciuta in Canada, recitando in numerosi teatri nei primi anni ottanta. Interpreta Desdemona in Otello;  Titania in A Midsummer Night's Dream; l'eroina del titolo in The Duchess of Malfi di John Webster; Jenny in Neil Simon's Chapter Two; Ruth in The Homecoming di Harold Pinter; Joanna in Present Laughter; Lady Macduff nel Macbeth e Rowena ne The Gayden Chronicles, ruoli per i quali viene spesso elogiata dalla critica. Nel 1985 ritorna al Canada's Stratford Shakespeare Festival dove interpreta Isabella Measure for Measure e Maria in Twelfth Night, ambedue opere shakespeariane. Nel 1986 prende parte a New York a una rappresentazione di Broadway e Off-Broadway del Macbeth, dove interpreta ancora Lady Macbeth e nel 1989 la troviamo a Minneapolis a interpretare The Duchess of Malfi al Guthrie Theatre.
Esordisce al cinema nel ruolo di protagonista nel 1983, nel film Deserters del regista Jack Darcus, incentrato sul coinvolgimento del Canada nella Guerra del Vietnam e per il quale ottiene una candidatura ai Genie Award quale miglior attrice. Per Darcus lavorerà ancora in seguito nei film Kingsgate (1989) e The Portrait (1992). In televisione esordisce nel 1996, nel film TV Twelfth Night, diretto da Alan Erlich e David Giles. Fanno seguito altri due film per la televisione, entrambi del 1991, Blood Ties - Legami di sangue (Blood Ties), diretto da Jim McBride, e The Gambler Returns: The Luck of the Draw, diretto da Dick Lowry.
Sempre nel 1991 entra a far parte dell'universo fantascientifico di Star Trek, impersonando la Klingon Lursa, sorella di B'Etor del casato Duras, due tra i maggiormente iconici antagonisti del capitano Jean-Luc Picard (Patrick Stewart) all'interno del franchise di Star Trek. Le due sorelle Duras compaiono per la prima volta nel doppio episodio La via di Klingon (prima parte) (Redemption, Part I, 1991) e La via di Klingon (seconda parte) (Redemption, Part II, 1991), a cavallo della quarta e quinta stagione di Star Trek: The Next Generation, seconda serie live action di Star Trek ambientata a bordo della USS Enterprise NCC-1701-D, dopo la serie classica degli anni sessanta e ambientata circa un secolo dopo gli avvenimenti che coinvolgono il capitano James T. Kirk e la USS Enterprise NCC-1701. Lo scopo di Lursa e B'Etor è quello, ricorrendo a ogni mezzo possibile, anche il più spregevole e immorale, di riconquistare la posizione perduta dal fratello Duras figlio di Ja'rod (Patrick Massett) all'interno dell'Alto Consiglio Klingon e vendicarlo, dopo che questi, tramando alle spalle di Worf (Michael Dorn) per screditarlo, è stato da lui scoperto e ucciso. Le due ricompariranno ancora nell'episodio della prima stagione della serie spin-off di The Next Generation, Star Trek: Deep Space Nine, Il terrorista (Past Prologue, 1993), e nell'episodio della settima stagione della serie The Next Generation, Alexander (Firstborn, 1994). L'ultima apprizione delle sorelle Duras è nel film diretto da David Carson Generazioni (Star Trek Generations, 1994), settimo film della saga cinematografica di Star Trek e primo che vede protagonisti i personaggi di The Next Generation, in un passaggio di consegne simbolico tra il capitano Kirk e il capitano Picard. Qui le sorelle Duras vengono definitivamente sconfitte da Picard, che ne distrugge lo sparviero Klingon uccidendole, dovendo, però, sacrificare l'Enterprise D, che precipiterà sul pianeta Veridiano III. Barbara March darà poi ancora voce al personaggio di Lursa nel videogioco di Star Trek sviluppato da MicroProse nel 1998, Star Trek: The Next Generation: Klingon Honor Guard.
Dopo l'esperienza con Star Trek, Barbara March compare ancora in televisione in episodi singoli delle serie L.A. Law - Avvocati a Los Angeles (L.A. Law), nel 1992, e Total Security, nel 1997. In seguito, abbandonata la carriera cinematografica e televisiva, si concentra maggiormente sulla scrittura. Scrive per il teatro e per la televisione, come ad esempio per la serie Mysterious Island nel 1995, nella quale recita il marito. Scrive inoltre l'opera teatrale The Razing of Charlotte Bronte, che è stato tradotto anche in italiano con il titolo Le riflessioni di Charlotte Brontë. Pubblica inoltre alcuni libri. Nel 2010 esce il suo romanzo The Copper People, pubblicato per la prima volta dalla casa editrice Trafford Publishing, ma poi ristampato nel 2017 dalla casa editrice canadese Smart House Books, edizione che viene selezionata tra i finalisti dell'Indie Book Awards nel 2018.
Barbara March muore di cancro l'11 agosto 2019, all'età di 65 anni, a Salmon Arm, distretto regionale di Columbia-Shuswap, nella Columbia Britannica, in Canada.

## Vita privata
Nell'agosto del 1979 Barbara March sposa l'attore Alan Scarfe, che ha conosciuto durante i suoi primi anni di attività recitativa al Canada's Stratford Shakespeare Festival e che ha anch'egli preso parte al franchise di Star Trek, in due episodi di Star Trek: The Next Generation e in uno di Star Trek: Voyager. Barbara e Alan hanno avuto una figlia, Antonia detta Tosia, nel 1985, che è divenuta musicista e compositrice. Alan Scarfe aveva avuto un figlio, Jonathan Scarfe, attore e regista televisivo, dalla precedente moglie Sara Botsford, di cui la March diviene matrigna. Nel 2000 la coppia torna in Canada dove Alan Scarfe interpreta la serie televisiva canadese Seven Days.

## Filmografia

### Attrice

#### Cinema
- Deserters, regia di Jack Darcus (1983)
- Kingsgate, regia di Jack Darcus (1989)
- The Portrait, regia di Jack Darcus (1992)
- Generazioni (Star Trek Generations), regia di David Carson (1994)

#### Televisione
- Twelfth Night, regia di Alan Erlich e David Giles - film TV (1986)
- Night Heat - serie TV, episodio 3x07 (1987)
- Blood Ties - Legami di sangue (Blood Ties), regia di Jim McBride - film TV (1991)
- The Gambler Returns: The Luck of the Draw, regia di Dick Lowry (1991)
- Star Trek: The Next Generation - serie TV, episodi 4x26-5x01-7x21 (1991-1994)
- L.A. Law - Avvocati a Los Angeles (L.A. Law) - serie TV, episodio 6x20 (1992)
- Star Trek: Deep Space Nine - serie TV, episodio 1x03 (1993)
- Total Security - serie TV, episodio 1x06 (1997)

### Doppiatrice
- Star Trek: The Next Generation: Klingon Honor Guard - videogioco (1998) - Lursa Duras

### Sceneggiatrice
- Mysterious Island - serie TV (1995)
- 2 giorni a Parigi (Deux jours à Paris), regia di Julie Delpy (2007)

## Teatro (parziale)
- A Midsummer Night's Dream
- Macbeth
- Measure for Measure
- Neil Simon's Chapter Two
- Otello
- Present Laughter
- The Duchess of Malfi
- The Gayden Chronicles
- The Homecoming
- Twelfth Night

## Libri
- (EN) The Microsoft Outlook Ideas Book, Birmingham, Packt Publishing, 2006, ISBN 9781904811701.
- (EN) The Copper People, Victoria, Trafford Publishing, 2010, ISBN 9781426941115.
- (EN) Animal Playground, Story Trust Publishing, 2021, ISBN 9781937228088.

## Riconoscimenti
- Genie Award
  - 1984 - Candidatura come miglior attrice protagonista per The Portrait

## Doppiatrici italiane
Nelle versioni in italiano delle opere in cui ha recitato, Barbara March è stata doppiata da: 
- Tiziana Avarista in Generazioni[9]
- Stefanella Marrama in Star Trek: The Next Generation[10]
- Giò Giò Rapattoni in Star Trek: Deep Space Nine[11]